# تریومف ۲۰۰۰

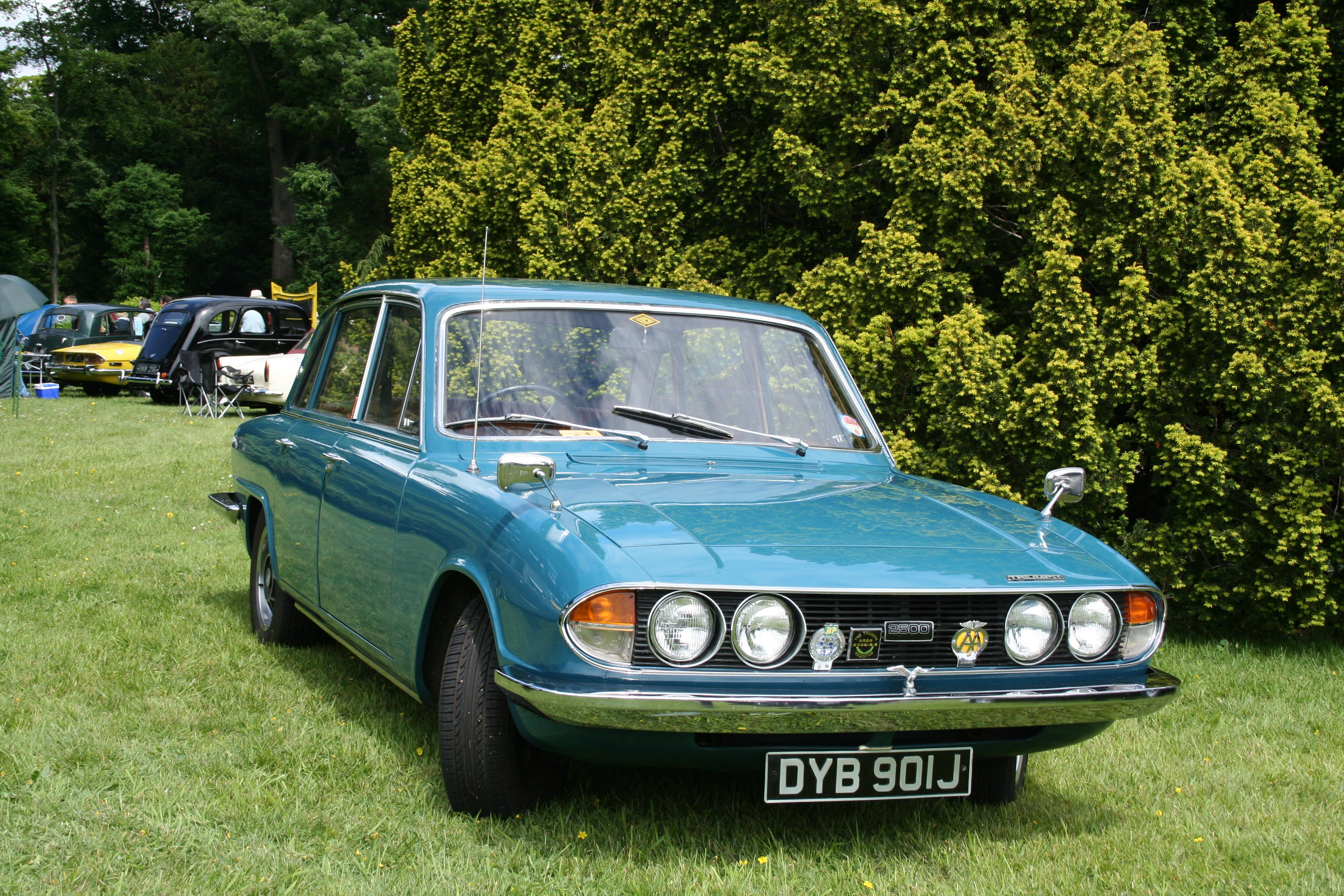

تریومف ۲۰۰۰ (Triumph ۲۰۰۰) خودرویی است که در سال‌های ۱۹۶۳ تا ۱۹۷۷ تولید شده‌است.
موتور آن ۱۹۹۸ سی‌سی سیستم جعبه‌دندهٔ آن به دو صورت خودکار و دستی است.

## نگارخانه

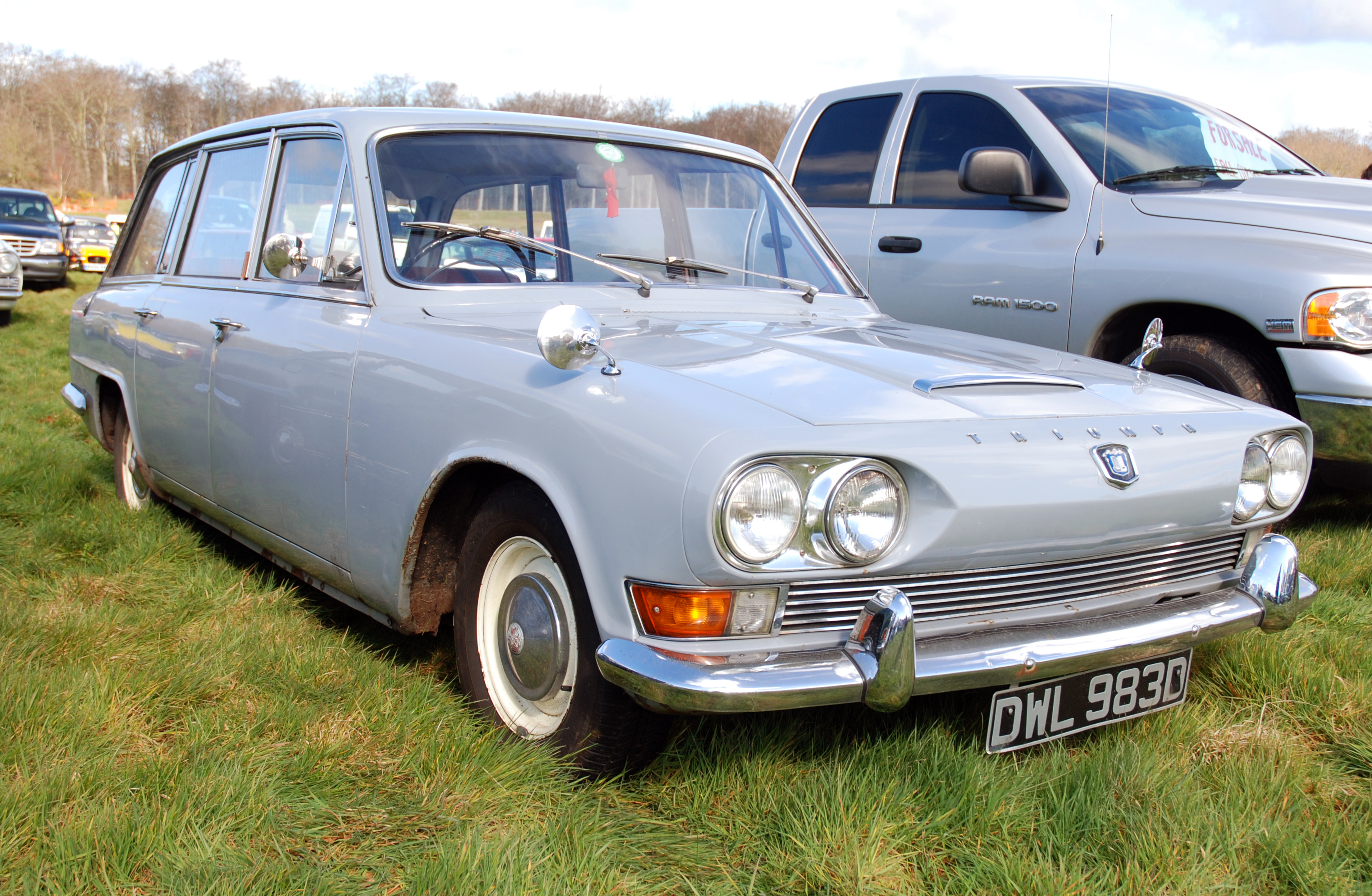
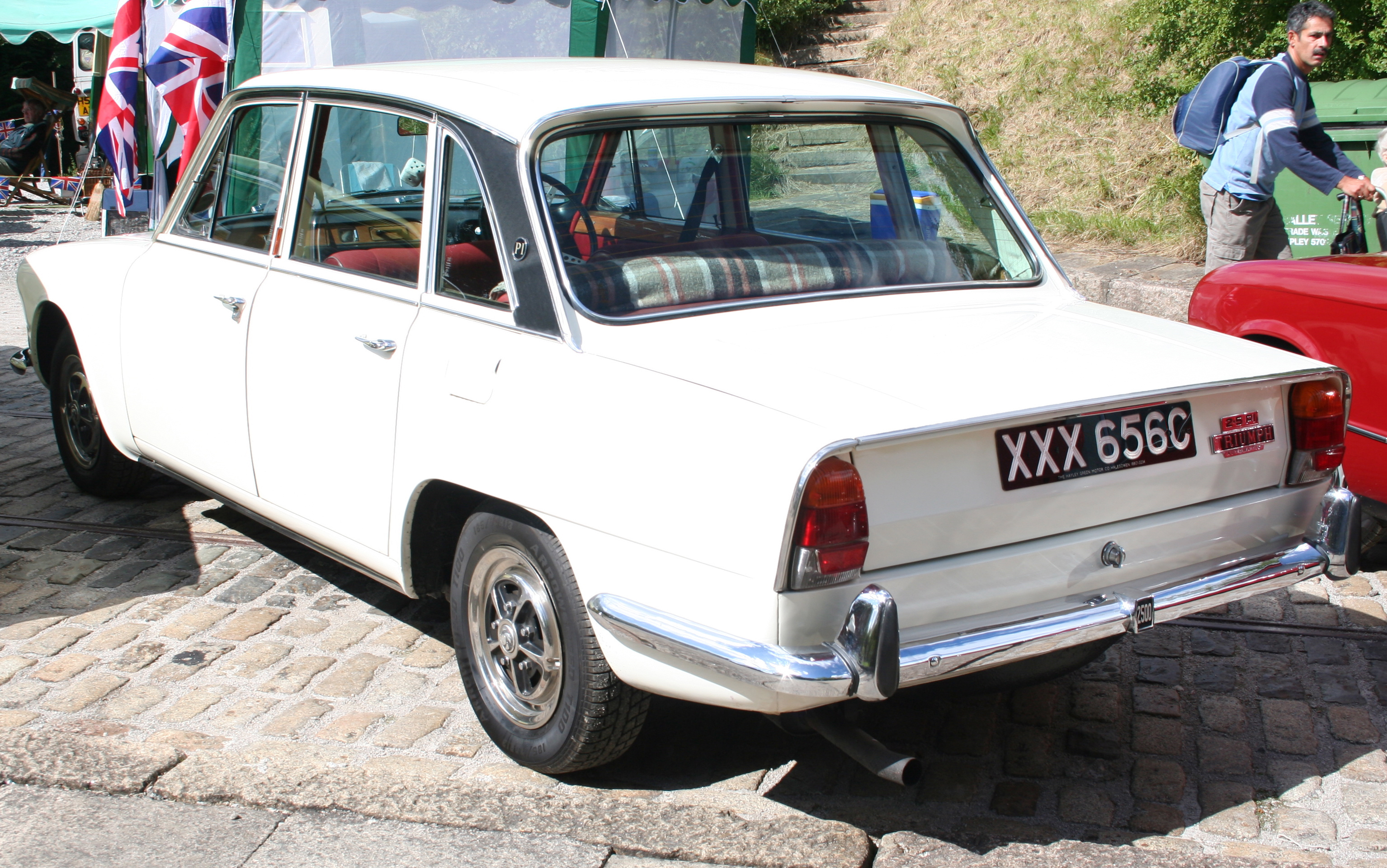